# Rue des Plantes (Paris)
Pour les articles homonymes, voir Rue des Plantes.
La rue des Plantes est une voie du 14e arrondissement de Paris, en France.

## Situation et accès
La rue des Plantes est une voie publique située dans le 14e arrondissement de Paris. Elle débute au 176, avenue du Maine et se termine au 135, boulevard Brune. Elle présente la particularité de franchir la ligne de Petite Ceinture par un pont.

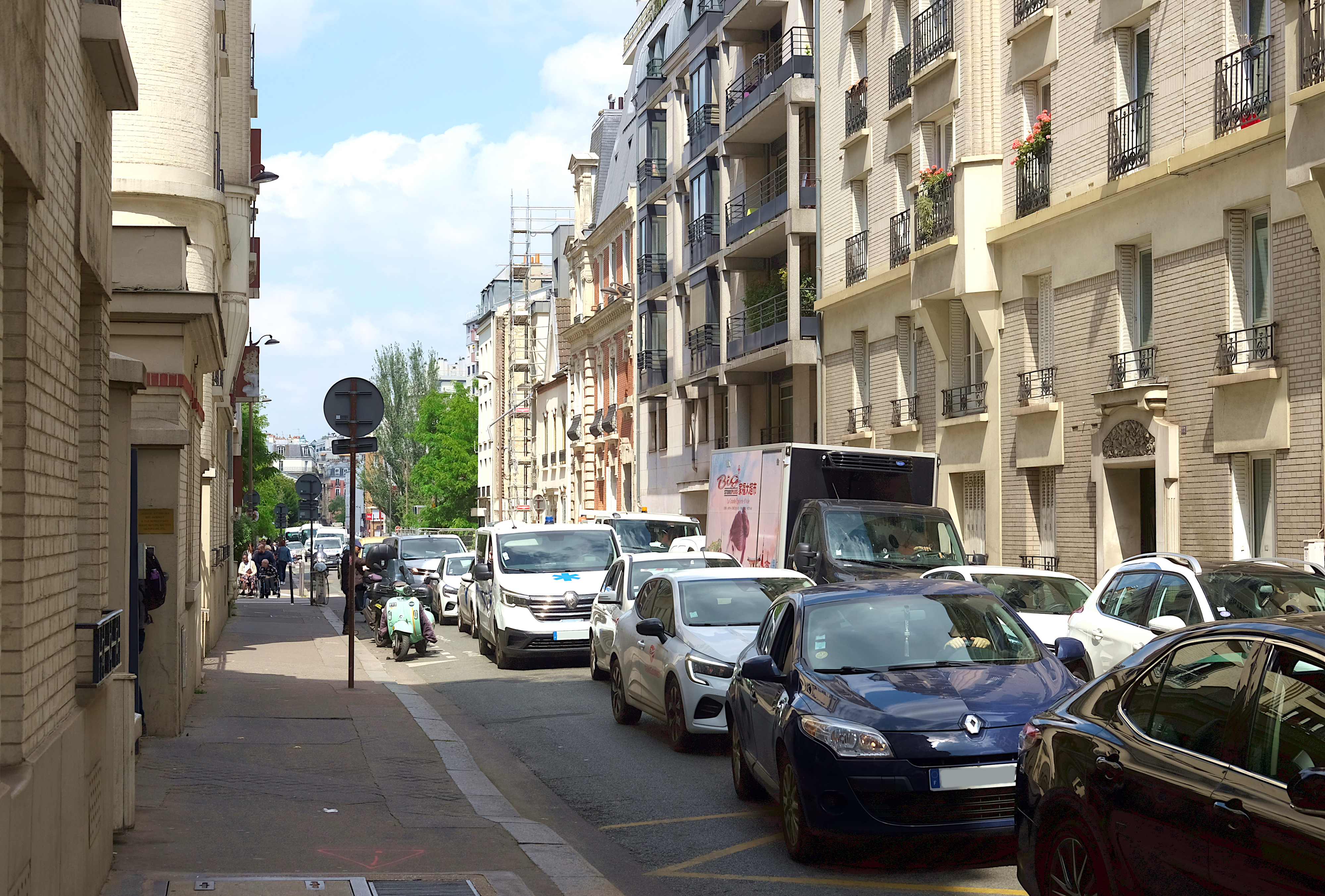
La rue des Plantes vue depuis le boulevard Brune.
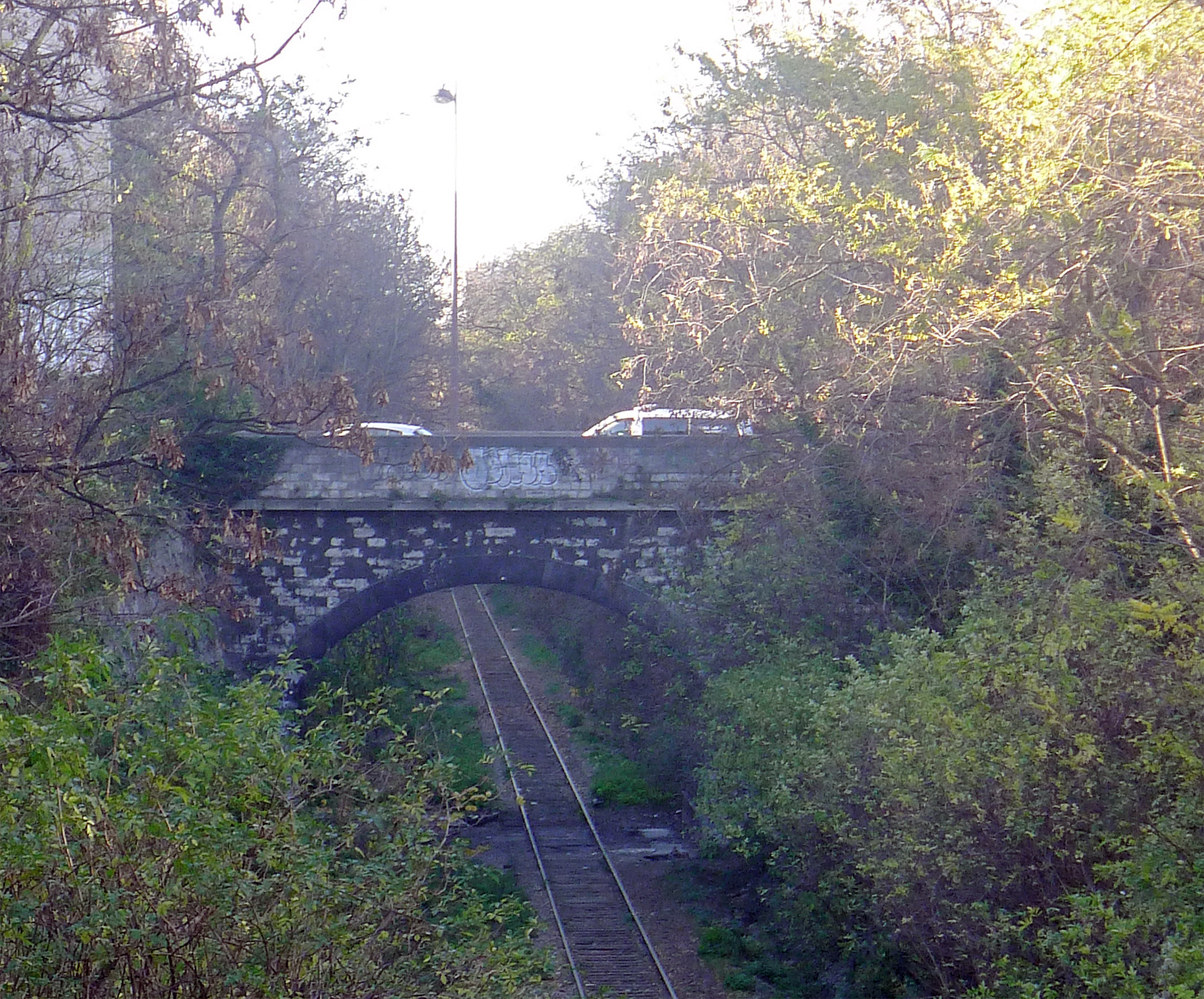
Pont franchissant l'ancienne ligne ferroviaire.

## Origine du nom
Au bas Moyen Âge, une « plante » est un lieu planté de vignes, un vignoble, c'est-à-dire une couture où le cep reste en place, par opposition au champ, qui sera fauché.

## Historique
Cette voie figure sur le plan de Roussel de 1730. Sur le plan cadastral de la commune de Montrouge, dressé en 1804, elle apparaît au Petit-Montrouge sous le nom de « chemin de la Croix-du-Gors », « chemin du Gors » ou « chemin du Gars ».
Appelé « chemin des Plantes », la partie de celui-ci située entre la rue Bénard et la rue du Moulin-Vert était initialement incorporée dans l'impasse des Plantes avant de rejoindre la rue Léonidas en 1957.

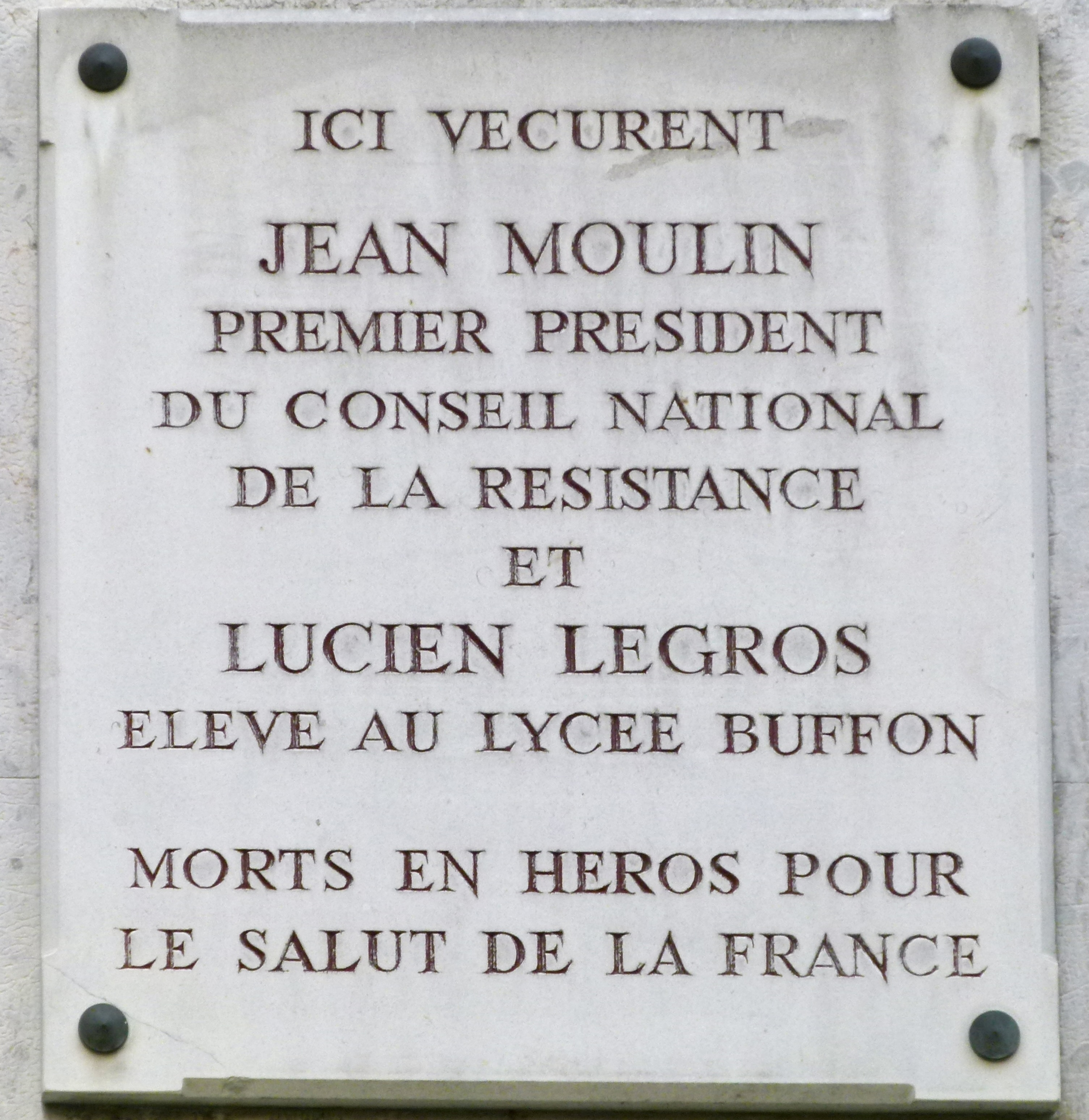
Plaque au 26, rue des Plantes.

## Bâtiments remarquables et lieux de mémoire
- No 16 : immeuble Art nouveau d’Eugène Petit[1].
- No 18 : Alfred Defossez, artiste peintre, y vécut.
- No 26 : immeuble d'ateliers (1930) construit par l'architecte Stéphane Dessauer.
— Jean Moulin et Lucien Legros, tous deux résistants, y vécurent.
— Parmi les nombreux artistes qui y résidèrent sont cités Jean Carzou, Lucien Coutaud, Jean Even, Jean Lambert-Rucki qui y est mort en 1967[2], Katherine Librowicz, Édouard Pignon, Léopold Survage, Loulou de la Falaise et son mari Thadée Klossowski de Rola, fils du peintre Balthus, Max Ernst.
- No 68 : entrée principale de l'hôpital Notre-Dame-de-Bon-Secours.
- No 74 (et 1, villa Brune) : immeuble d'habitation contemporain (1985[3]) bâti à l'emplacement occupé de 1908 à 1982 par la fonderie d'art Valsuani. Rachetée par le sculpteur Léonardo Benatov (1942-2018) l'entreprise poursuivra son activité sous la dénomination Fonderies de Chevreuse à Chevreuse jusqu'à sa mise en liquidation judiciaire en 2016[4].
- No 75 bis : premier local du parti politique En Marche[5].
- No 79 : immeuble où résidèrent Missak et Mélinée Manouchian entre 1936 et 1941[6].
- En 1939, l'anthropologue Claude Lévi-Strauss habite dans un petit studio de la rue, « dans le même immeuble que ses parents, avec sa petite guenon Lucinda »[7].